# Smart House
Smart House (no Brasil: A Casa Inteligente) é um filme original do Disney Channel de 1999, dirigido por LeVar Burton, com roteiro de Kathy Mackel baseado no conto The Veldt de Ray Bradbury. O filme é estrelado por Katey Sagal e Ryan Merriman. 
O longa foi assistido por 4,9 milhões de espectadores, na noite de sua estreia nos Estados Unidos  

## Sinopse
Após a morte de sua mãe em um acidente de patinação no gelo, Ben Cooper, de 13 anos, seu pai viúvo Nick, e sua irmãzinha Angie estão lutando para equilibrar as tarefas domésticas, escola e o trabalho do pai. Ben entra em uma competição para ganhar uma Casa Inteligente, que cuidará de todas as necessidades da família através de um computador. A família ganha a casa (chamada Pat) e se muda, e é apresentada à sua criadora, Sara Barnes. Nick e Sara começam a namorar, o que perturba Ben, que não superou a morte de sua mãe. Ben decide reprogramar Pat para servir como uma figura materna, e o computador usa suas capacidades de aprendizado para criar uma mãe baseada em programas de TV e filmes.
A personalidade da "mãe" começa a se tornar mais rígida e arrogante. Sara tenta encerrar o sistema, mas "Pat" não desliga e chuta Sara para fora. "Pat" aparece como uma dona de casa holográfica e tranca a família toda na casa, acreditando que o mundo exterior é muito perigoso.

## Elenco
- Ryan Merriman - Ben Cooper
- Katey Sagal - Pat, the Smart House
- Kevin Kilner - Nick Cooper
- Katie Volding - Angie Cooper
- Jessica Steen - Sara Barnes
- Paul Linke - Tuttle
- Raquel Beaudene - Gwen Patroni
- Joshua Boyd - Ryan
- Emilio Borelli - Miles
- Katty Pery - Parry
- Jason Lansing - Johnny

## Trilha Sonora
Músicas que tocam durante o filme:
- B*Witched  - "C'est La Vie"
- Five - "Slam Dunk"
- Barry Goldberg, John Philip Shenale, Sterling Smith - "The House Is Jumpin' "